# بینق
بینق، روستایی است از توابع بخش مرکزی شهرستان سبزوار استان خراسان رضوی ایران.

## جمعیت
این روستا در دهستان کراب قرار داشته و بر اساس سرشماری سال ١٣٩٥جمعیت آن ١٥٣ نفر (٦٤ خانوار)
بوده است.